# باشگاه فوتبال زنان بایرن مونیخ
باشگاه فوتبال زنان بایرن مونیخ یکی از تیم های بایرن مونیخ است که در سالهای ۱۹۷۰ موفقیت های زیادی را به دست آورد اما  با سقوط  از بوندسلیگا در سال ۱۹۹۰ این موفقیت ها کم رنگ شد.
در سال ۲۰۰۰ این تیم موفق شد به بوندسلیگا باز گردد و در سالهای ۲۰۱۵ و ۲۰۱۶ قهرمان بوندسلیگا شد.